# Grand-Champ
Grand-Champ en idioma francés y oficialmente, Gregam en bretón,  es una localidad y comuna francesa en la región administrativa de Bretaña, en el departamento de Morbihan. Sus habitantes son los Grégamistes.
El nombre de Grand-Champ es un derivado de "Grandi Campo", un pueblo de la parroquia de Plumergat, y se refiere probablemente a la presencia de un campo romano durante la "Guerre des Gaules".

## Demografía
| 2556 | 2662 | 3052 | 3503 | 3897 | 4246 |
| Para los censos de 1962 a 1999 la población legal corresponde a la población sin duplicidades (Fuente: INSEE [Consultar]) |      |      |      |      |      |